# Хайд, Камилла
Камилла Хайд (англ. Camille Hyde, 11 ноября 1993; Вашингтон, США) — американская актриса.

## Биография
Родилась 11 ноября 1993 года в Вашингтоне. 
Первую популярность получила после съемок в телесериале Могучие Рейнджеры: Дино Заряд, а так же в продолжении Могучие Рейнджеры: Супер Дино Заряд, где играла роль Шелби Уоткинс, розового могучего рейнджера (2015—2016).
26 ноября 2019 года Хайд подписала контракт с Люсьеном Лависконтом, что бы сыграть близнецов Кэбот из комиксов «Джози и кошечки» в американском телесериале «Кэти Кин», разработанным Роберто Агирре-Сакаса. Снялась во многих других фильмах и сериалах. Неоднократно подписывала контракты со многими брендами и не только. Продолжает сниматься в кинематогрофии.

## Избранная фильмография
- 2016 — Громовержцы (Рокси)
- 2016  — Биоподростки: Спецназ (Наоми Дэвенпорт), (серия 15)
- 2015– Могучие Рейнджеры: Дино Заряд (Шелби Уоткинс/розовый рейнджер)
- 2016 — Могучие Рейнджеры: Супер Дино Заряд (Шелби Уоткинс/розовый рейнджер)
- 2017 — Две девицы на мели / 2 Broke Girls — Банни
- 2017 — Ночная смена (Тина Миллс)
- 2017 — Американский вандал (Габи Грейнджер)
- 2017 — Против (Мэдисон)
- 2017–2018 — Господин Президент студенческого совета (Дебра ДеМарко)
- 2018 — Костюмы, адвокаты на заказ (Джессика Пирсон, в молодости)
- 2018 — Все о Вашингтонах (Лена)
- 2018 — Хорошие врачи (Аша/Мара)
- 2018 — Хизерс (Ребекка)
- 2019 — Год свадьбы (Николь)
- 2020 — Кэти Кин (Александра Кэбот)
- 2021 — Ривердейл (Александра Кэбот)